# Couvent du Corpus Christi de Cordoue
 (octobre 2021).
Pour les articles homonymes, voir Corpus Christi.
Le couvent du Corpus Christi à Cordoue est un couvent du XVIIe siècle qui abrite actuellement le siège de la Fondation Antonio Gala. Son propriétaire est CajaSur et il se trouve inscrit sur catalogue de biens protégés de l'ensemble historique de la ville de Cordoue.

## Structure

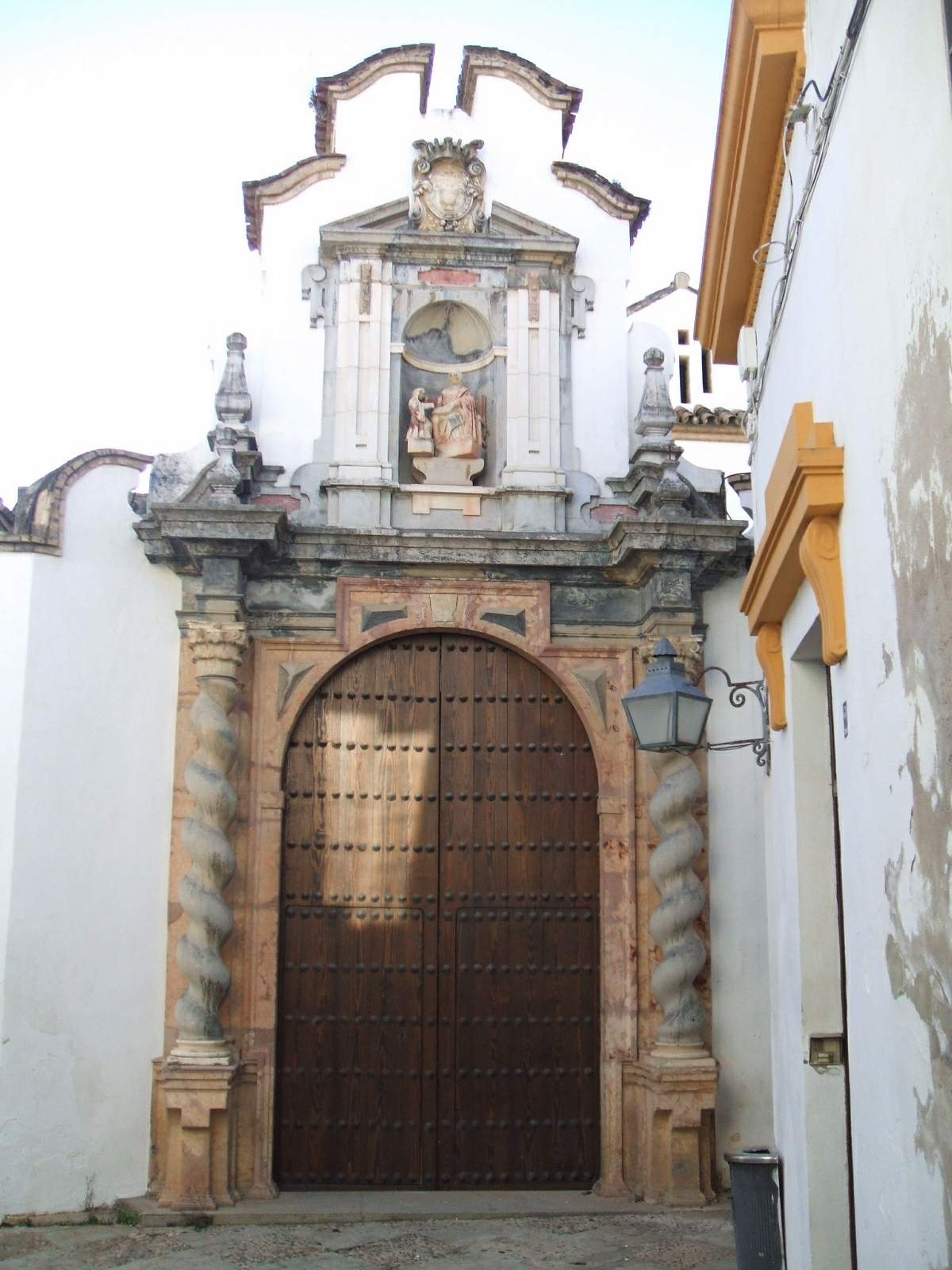
Couvent

Le cloître principal comporte des colonnes toscanes. D'autres petites cours se trouvent en position latérale. 
La façade possède un mur aveugle et un portail baroque avec fronton triangulaire.

## État
En 2019 il se trouvait en état d'abandon. En fait, la Brigade de Patrimoine Historique de la police a dû arrêter une vente aux enchères d'un tableau du Couvent.